# Miopanthera
La miopantera (gen. Miopanthera) è un mammifero carnivoro estinto, appartenente ai felidi. Visse tra il Miocene medio e il Miocene superiore (circa 12-9 milioni di anni fa) e i suoi resti fossili sono stati ritrovati in Europa e in Asia.

## Descrizione
L'aspetto di questo animale doveva essere simile a quello di un puma, e le dimensioni dovevano essere comprese tra quelle di un grande caracal e quelle di un piccolo leopardo. I canini erano privi di solchi e di forma conica, poco compressi lateralmente. Miopanthera possedeva alcune caratteristiche della dentatura che permettono di distinguerlo dagli altri felidi simili del Miocene superiore. Il quarto premolare superiore era dotato di un piccolo protocono, mentre il primo molare superiore era corto e largo. Nella mandibola, il secondo premolare era vestigiale o assente, il terzo era basso e il primo molare era privo di metaconide. Non era presente il secondo molare inferiore.
Rispetto all'assai simile Pseudaelurus, Miopanthera era dotato di incisivi centrali molto più grandi e di canini più piccoli e meno compressi lateralmente; Miopanthera inoltre differiva dal contemporaneo Styriofelis nella taglia generale molto maggiore, nell'assenza di striature sui canini e nella presenza di solo tre premolari. Rispetto alla successiva Panthera blytheae possedeva incisivi centrali più grandi, canini più piccoli e i terzi premolari superiori più stretti con cuspidi mesiali ridotte.

## Classificazione
I primi fossili di questo animale vennero ritrovati nel giacimento di La Grive-Saint-Alban in Francia risalente alla fine del Miocene medio, e vennero descritti con il nome di Pseudaelurus lorteti da Gaillard nel 1899. Solo successivamente vennero attribuiti a un genere a sé stante, Miopanthera, nel 1938 da Miklós Kretzoi. Al genere Miopanthera, oltre alla specie tipo M. lorteti, è stata attribuita anche la specie M. pamiri, inizialmente descritta come Felis pamiri e rinvenuta in Turchia, un po' più recente e di dimensioni lievemente minori.
Miopanthera potrebbe essere il più antico rappresentante dei panterini, il gruppo di felidi comprendente leone, tigre e leopardo; tuttavia, a causa della frammentarietà dei resti, non è chiaro se Miopanthera fosse a tutti gli effetti un panterino tipico. A causa dei grandi incisivi e di alcune particolarità di molari e premolari, sembra che Miopanthera sia vicino all'origine del clade comprendente Panthera e Neofelis (i leopardi nebulosi).